# Kasteel van Bellinghen

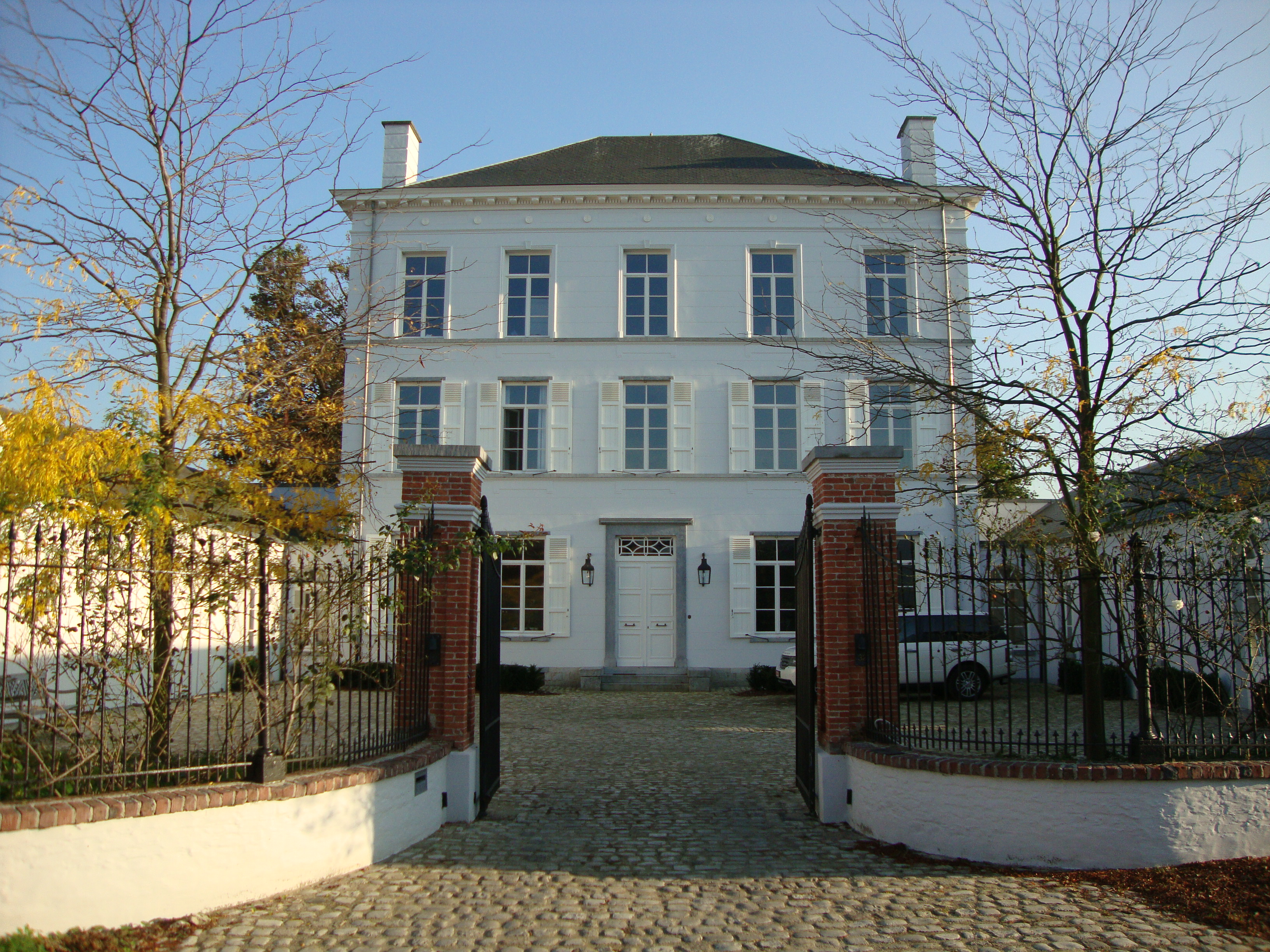
Kasteel van Bellinghen

Het Kasteel van Bellinghen is een kasteel in de Vlaams-Brabantse plaats Kampenhout, gelegen aan de Frederik Wouterslaan 7 en de Gemeentehuisstraat 32.

## Geschiedenis
Op deze plaats zou het hof van de familie Campenholt zijn geweest, vertegenwoordigers van de Hertog van Brabant. In de 12e eeuw werd dit hof verlaten. In 1761 werd er een buitenhuis opgetrokken door ene De Cauter, met daaromheen een park dat geheel ommuurd was. In 1855 kwam het, toen vervallen, kasteel aan ene De Ro die het liet herstellen en van een extra verdieping voorzien. Zijn zoon Charles Louis De Ro hield er een notariskantoor. In 1890-1894 was Edmond Van Bellinghen hier notaris. Daarna raakte het kasteel in verval maar omstreeks 1951 kwam er weer een notaris te wonen, namelijk Jacques Coppin. Daarna kwam het jongenstehuis Edele Brabant in het kasteel om in 1970 naar Wespelaar te worden verplaatst. Daarna werd het kasteel aan particulieren verhuurd.

## Gebouw
Het betreft een blokvormig herenhuis van drie verdiepingen in neoclassicistische stijl, dat uit het 3e kwart van de 19e eeuw stamt. Vermoedelijk zijn er geen restanten van oudere bebouwing in het huis aanwezig.
Aan beide zijden van het huis bevinden zich lage vleugels die dienstgebouwen omvatten zodat het geheel een voorplein driezijdig omsluit.
De tuin wordt geheel door een muur omsloten.